# 御法川学
御法川 学（みのりかわ がく）は、日本の工学者、実業家。工学博士 (東京工業大学)。法政大学大学院理工学研究科教授。法政大学理工学部機械工学科教授。法政大学大学院アーバンエアモビリティ研究所所長。HIEN Aero Technologies 株式会社代表取締役。

## 略歴
1991年に法政大学工学部機械工学科を卒業後、法政大学大学院工学研究科にて機械工学を専攻。1993年から株式会社荏原総合研究所の所員となった後、法政大学工学部の助手を務める。2001年に東京工業大学より博士号を授与された。
2008年から法政大学理工学部准教授となり、2010年より同学部教授へと着任。
2021年にeVTOL（電動垂直離着陸航空機）を中心に研究開発を行う企業、HIEN Aero Technologies 株式会社を創設し、同社の代表取締役を務めている。

## 著作等

### 単著・共著
- 『流体機器における騒音の発生メカニズムと静音化設計（機械設計，2001年9月号）』（日刊工業出版社、2001年）
- 『超小型遠心圧縮機の開発（日本ガスタービン学会誌，Vol.30 No.4）』（日本ガスタービン学会、2002年）
- 『機械デザイン』（コロナ社、2002年）
- 『遠心送風機の低騒音化の現状（騒音制御，Vol.27 No.5）』（日本騒音制御工学会、2003年）
- 『機械音響工学』（コロナ社、2004年）
- 『Cradle Viewerで見る流体工学（ビューワソフト付き）』（日本工業出版、2010年）
- 『Cradle Viewerで見る電子機器熱設計』（日本工業出版、2011年）

### 論文
- 『ターボ送風機の静音化に関する研究（流れの変化による回転騒音の低減）』（ターボ機械 28(8) 23-30 2000年）
- 『円柱から発生するカルマン渦音の低減法に関する研究（第1報 短い円柱を交差させることによる減音効果）』（日本機械学会論文集（B編） 67(655) 732-738 2001年）
- 『ターボ送風機の静音化に関する研究（側板内面のはく離流れに伴う回転騒音の低減）』（ターボ機械 29(2) 87-92 2001年）
- 『柱状物体より発生するカルマン渦音の低減に関する研究』（ターボ機械 29(8) 2001年）
- 『ターボ送風機の静音化に関する研究（羽根出口角度の変更による性能と騒音の変化）』（ターボ機械 31(2) 47-52 2003年）
- 『ターボ機械の音質評価に関する研究（第1報）』（ターボ機械 33(2) 23-24 2005年）など

## 専門分野
- 流体工学
- 音響工学
- 航空宇宙工学

## 受賞歴
- 日本機械学会「畠山賞」受賞（1991年）
- 日本騒音制御工学会「研究奨励賞」受賞（1998年）